# Mayoyao
Mayoyao est une municipalité des Philippines située dans le centre de l'île de Luçon, dans la province d'Ifugao. Au recensement de 2020, elle avait une population de 15 621 personnes.
En 1980, les barangays (districts) de l'Est de la province en ont été détachés pour former la nouvelle municipalité d'Aguinaldo.

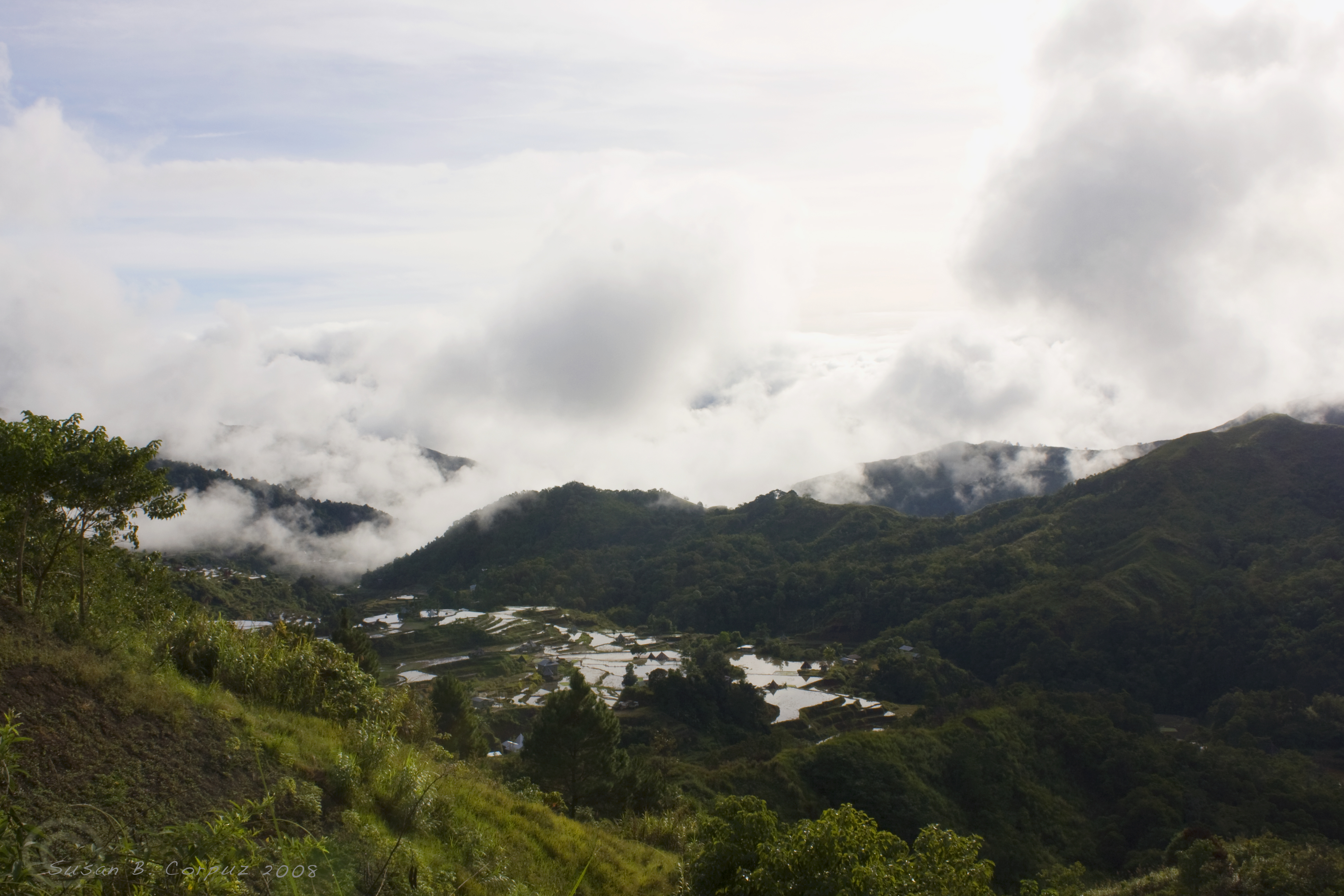
Paysage de la province (décembre 2008).